# نوسدورف ام اترزی
نوسدورف ام اترزی (به آلمانی: Nußdorf am Attersee) یک منطقهٔ مسکونی در اتریش است که در ناحیه وکلابروک واقع شده‌است. نوسدورف ام اترزی ۲۷ کیلومتر مربع مساحت دارد ۵۰۰ متر بالاتر از سطح دریا واقع شده‌است.